# Парша (фітопатологія)

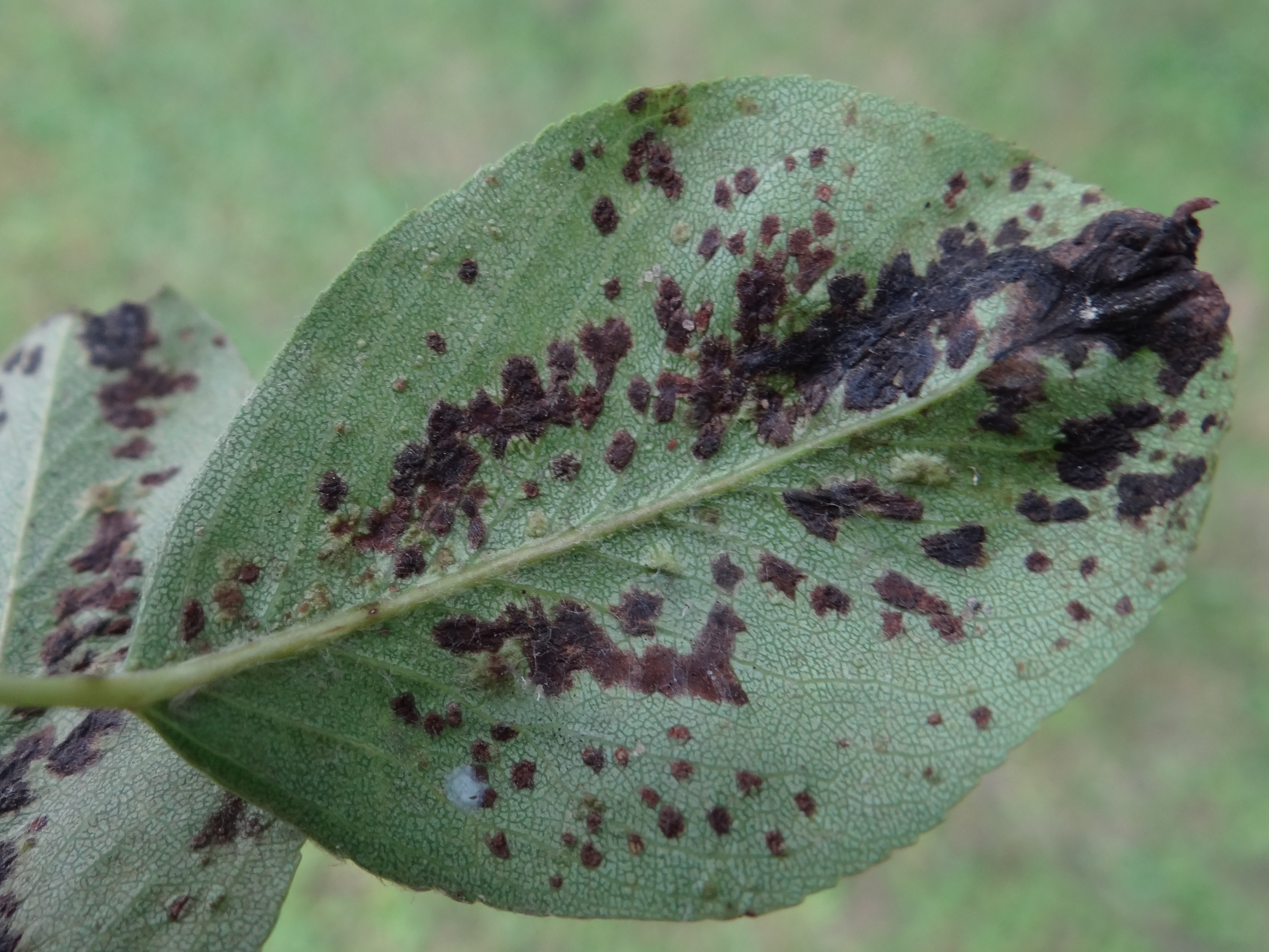
Парша на лиску груші

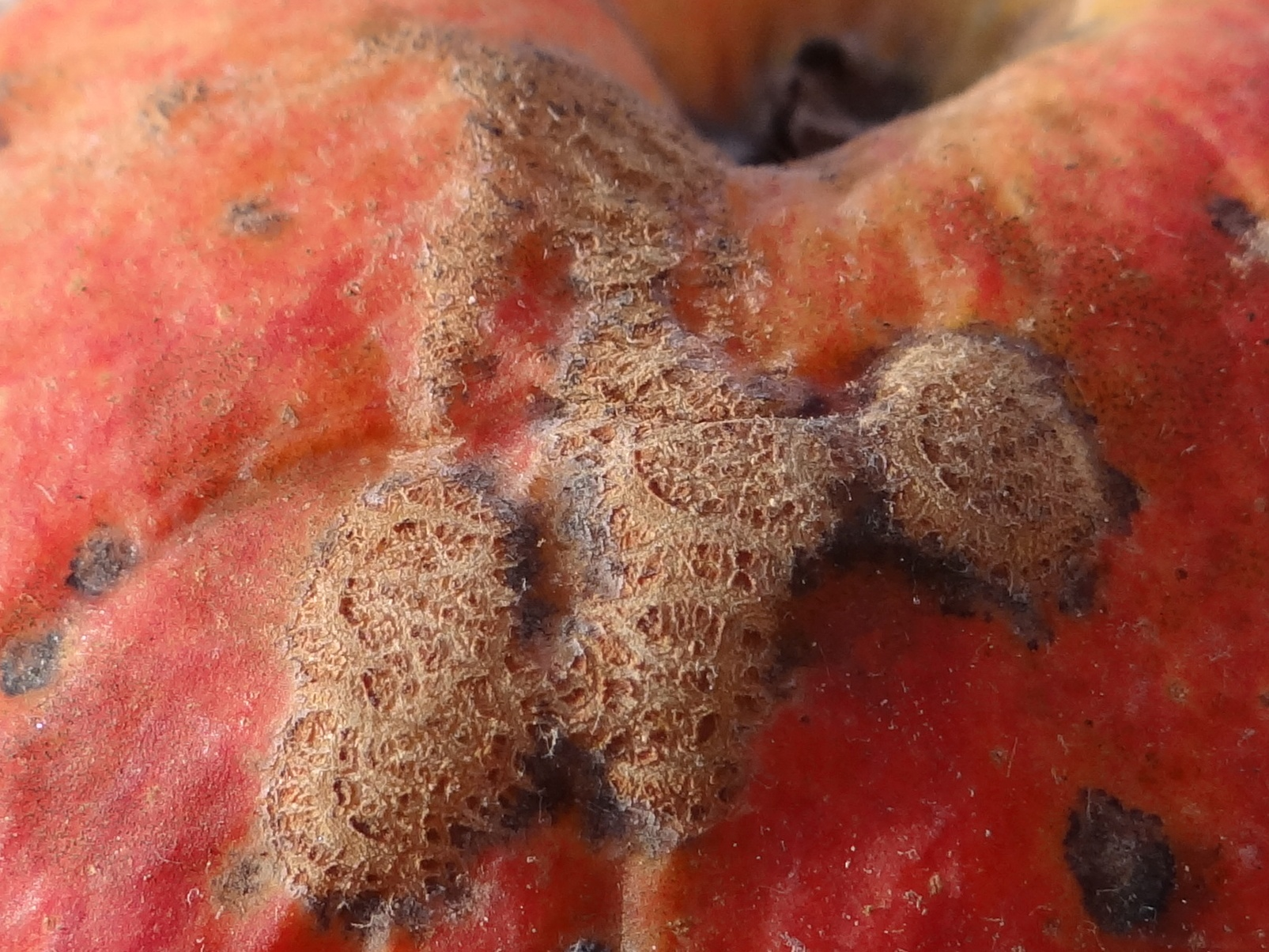
Наріст на яблукові, викликаний паршею яблуні

Парша — група захворювань рослин, що викликаються організмами, що належать до різних таксономічних груп.
Більшість з них спричинені грибами з класу Dothideomycetes, але деякі також спричинені грибоподібними ооміцетами та навіть бактеріями. Їхньою спільною рисою є те, що вони викликають спотворення, нарости і темні, часто чорні плями на заражених частинах рослин.
До цієї групи належать, наприклад, такі захворювання корисних рослин (у дужках зазначено збудник):
- парша верби[pl] (Venturia chlorospora(інші мови),Venturia saliciperda(інші мови))
- парша гарбузових[pl] (Cladosporium cucumerinum[en])
- парша груші[pl] (Venturia pyrina[en], Fusicladium pyrorum[en])
- парша звичайна[ru] (Streptomyces)[1][2].
- парша картоплі борошниста (Spongospora subterranea)
- парша картоплі срібляста[pl] (Helminthosporium solani[en])
- парша персика[pl] (Venturia carpophila[en])
- парша тополі (Venturia maucularis, Venturia populina(інші мови))
- парша черешні[pl] (Venturia cerasi(інші мови))
- парша яблуні[en] (Venturia inaequalis[en])